# El imperio de los chimpancés
El imperio de los chimpancés (título original: Chimp Empire) es una serie de televisión británica estrenada el 19 de abril de 2023 por la plataforma Netflix. Narrada por el actor estadounidense Mahershala Ali, relata la vida de un grupo de chimpancés y sus interacciones sociales en la selva tropical de Ngogo, Uganda.

## Sinopsis
La serie relata la vida de los chimpancés Ngogo, el mayor grupo de chimpancés del mundo, y explora la compleja dinámica social de la comunidad, incluidas las relaciones entre machos y hembras, padres e hijos y rivales. También examina los retos a los que se enfrenta la especie, como la competencia por la comida y el territorio y la amenaza de la caza furtiva.

## Recepción
El imperio de los chimpancés logró una recepción crítica positiva. Rebecca Nicholson de The Guardian afirmó que es «una épica historia de traición como Succession, pero con simios», y Joel Keller de Decider afirmó que «lo que la diferencia de otros documentales sobre naturaleza es cómo se enfoca en la manera en la que se estructura la sociedad de los chimpancés». Para Joly Herman de Common Sense Media, la serie «está ricamente producida y cuidadosamente escrita [...] sus imágenes y sonidos la elevan a las alturas cinematográficas».